# Oscillatoria
Genre
Synonymes
- Detoniella Trevisan de Saint-Léon, 1889[2]
- Heliotrichum[2]
- Trichophorus Palisot de Beauvois, 1809[2]

Oscillatoria est un genre de cyanobactéries filamenteuses de la famille des Oscillatoriaceae. Ces dénominations font référence aux mouvements oscillants de leurs filaments.

## Liste des espèces
Selon AlgaeBase (7 septembre 2017) :
- Oscillatoria acus Corda ex Gomont
- Oscillatoria acutiformis Skuja
- Oscillatoria adansonii Vaucher ex Gomont
- Oscillatoria additicia N.L.Gardner
- Oscillatoria aerugescens Drummond ex Gomont
- Oscillatoria aeruginea C.Martius (Statut incertain)
- Oscillatoria aerugineo-caerulea Kützing (Statut incertain)
- Oscillatoria aeruginosa C.Agardh (Statut incertain)
- Oscillatoria aeruginosa C.Agardh ex Gomont
- Oscillatoria aeruginosa Corda (Statut incertain)
- Oscillatoria affinis Kützing ex Gomont
- Oscillatoria alata Carmichael ex Gomont
- Oscillatoria alcyonii P.Crouan & H.Crouan ex Gomont
- Oscillatoria americana Kützing ex Gomont
- Oscillatoria amethystina H.F.Buell
- Oscillatoria anguiformis (P.González Guerrero) Anagnostidis
- Oscillatoria anguina Bory ex Gomont
- Oscillatoria angusta Koppe
- Oscillatoria anissimovae Elenkin
- Oscillatoria annae Goor
- Oscillatoria annularis Corda (Statut incertain)
- Oscillatoria antarctica A.Massalski, T.Mrozinska & M.Olech
- Oscillatoria anthracina De Notaris ex Gomont
- Oscillatoria antillarum Kützing ex Gomont
- Oscillatoria antliaria Mertens ex Gomont
- Oscillatoria apiculata Corda ex Gomont (Statut incertain)
- Oscillatoria arachnoidea Bory ex Gomont
- Oscillatoria atlantica Lindstedt
- Oscillatoria augstumnalis Schmidle (Statut incertain)
- Oscillatoria australis C.Agardh ex Gomont
- Oscillatoria bacillus Schrank ex Gomont
- Oscillatoria baltica Eberly
- Oscillatoria bangii Carmichael ex Forti
- Oscillatoria belmontica H.Welsh
- Oscillatoria bharadwajae Kamat
- Oscillatoria bicudoi P.A.C.Senna
- Oscillatoria biswasii Kamat
- Oscillatoria biterminalis A.Nash (Statut incertain)
- Oscillatoria bonnemaisonii P.Crouan & H.Crouan ex Gomont
- Oscillatoria bourrellyi Kamat
- Oscillatoria breviarticulata Frémy
- Oscillatoria byssoidea Von Andrejewskiy (Statut incertain)
- Oscillatoria caerulea Kützing ex Gomont
- Oscillatoria canescens C.Agardh ex Gomont
- Oscillatoria capitata West
- Oscillatoria capucina P.Crouan & H.Crouan ex Gomont
- Oscillatoria carmichaelii Hassall ex Gomont
- Oscillatoria caspica A.Henkel
- Oscillatoria castanea L.Hoffmann & V.Demoulin
- Oscillatoria chalybescens Corda ex Gomont
- Oscillatoria chilkensis Biswas
- Oscillatoria chrysothrix Skuja ex T.Willén
- Oscillatoria chtonoplastes Hofman-Bang ex Gomont
- Oscillatoria chutteri H.Welsh
- Oscillatoria cinerea Hassall ex Gomont
- Oscillatoria circinata Kützing ex Gomont
- Oscillatoria clausiana Jones
- Oscillatoria clavata Corda ex Gomont
- Oscillatoria coelestis Kützing ex Gomont
- Oscillatoria conardii Kufferath
- Oscillatoria conformis H.Welsh
- Oscillatoria contexta Carmichael ex Gomont
- Oscillatoria corakiana Playfair
- Oscillatoria corallicola P.Crouan & H.Crouan ex Gomont
- Oscillatoria corallinae Gomont ex Gomont
- Oscillatoria crassa (C.B.Rao) Anagnostidis
- Oscillatoria crenata Fiorini-Mazzanti ex Gomont
- Oscillatoria croasdaleae N.D.Kamat
- Oscillatoria cruenta Grunow ex Gomont
- Oscillatoria cryptarthra Kützing ex Gomont
- Oscillatoria curviceps C.Agardh ex Gomont
- Oscillatoria curvula Corda ex Gomont
- Oscillatoria cyanea C.Agardh ex Gomont
- Oscillatoria cyprinii Léger & Bory
- Oscillatoria decomposita Trentepohl (Statut incertain)
- Oscillatoria decorticans Lyngbye ex Gomont
- Oscillatoria depauperata (J.J.Copeland) Anagnostidis
- Oscillatoria detersa Stizenberger ex Gomont
- Oscillatoria dickiei Hassall ex Gomont
- Oscillatoria difficilis H.Welsh
- Oscillatoria dispartita Claus
- Oscillatoria dissiliens Fiorini-Mazzanti ex Gomont
- Oscillatoria distincta Skvortzov
- Oscillatoria distorta C.Agardh ex Gomont
- Oscillatoria distrophila Skuja ex T.Willén
- Oscillatoria divergens Corda ex Gomont
- Oscillatoria dubia Kützing ex Gomont
- Oscillatoria dufourii De Notaris ex Gomont
- Oscillatoria dulcis Kützing ex Gomont
- Oscillatoria duplisecta (Pollini) Kützing (Statut incertain)
- Oscillatoria dzemansor Woronichin
- Oscillatoria elegans C.Agardh ex Gomont
- Oscillatoria engelmanniana Gaidukov
- Oscillatoria enhydris Corda (Statut incertain)
- Oscillatoria euboeica Anagnostidis
- Oscillatoria euglenae Kützing ex Gomont
- Oscillatoria euphorbiae Corda ex Gomont
- Oscillatoria facilis Skuja
- Oscillatoria fallax Bory ex Gomont
- Oscillatoria fasciculata Nordstedt ex Gomont (Statut incertain)
- Oscillatoria fenestralis Kützing ex Gomont
- Oscillatoria fenestrata Corda ex Gomont
- Oscillatoria filaria Schrank ex Gomont
- Oscillatoria fischeri Corda ex Forti
- Oscillatoria flava Fjerdingstad
- Oscillatoria flavofusca P.Crouan & H.Crouan ex Gomont
- Oscillatoria flexa Playfair
- Oscillatoria flexuosa C.Agardh ex Gomont
- Oscillatoria flexuosa Hornemann ex Forti
- Oscillatoria fontinalis C.Agardh ex Gomont
- Oscillatoria fracta G.W.F.Carlson
- Oscillatoria fragilis Böcher
- Oscillatoria froelichii Komárek & Anagnostidis
- Oscillatoria fulgens Böcher
- Oscillatoria funiformis (Vouk) Komárek
- Oscillatoria fusca Vaucher ex Gomont
- Oscillatoria fuscoatra Hauck ex Gomont
- Oscillatoria fuscorubra P.Crouan & H.Crouan ex Gomont
- Oscillatoria gardneriana Drouet
- Oscillatoria gerdae Compère
- Oscillatoria glacialis Wittrock ex Forti
- Oscillatoria glauca Kützing ex Forti
- Oscillatoria glaucescens Kützing ex Gomont
- Oscillatoria gracilis M.T.P.Azevedo & C.L.Sant'Anna
- Oscillatoria graminis Areschoug ex Forti
- Oscillatoria granulosa Corda (Statut incertain)
- Oscillatoria granulosa Martens ex Desikachary
- Oscillatoria grateloupii Bory ex Gomont
- Oscillatoria grossegranulata Skuja
- Oscillatoria gyrosa Bory ex Gomont
- Oscillatoria hameloides Archibald
- Oscillatoria helferiana Corda ex Gomont
- Oscillatoria hummelii Borge
- Oscillatoria hydrurimorpha P.Crouan & H.Crouan ex Gomont
- Oscillatoria hyemalis Corda ex Gomont
- Oscillatoria iltisii Compére
- Oscillatoria imperator Wood ex Gomont
- Oscillatoria impura Castagne ex Gomont
- Oscillatoria inaequalis Cholnoky
- Oscillatoria indica P.C.Silva
- Oscillatoria infectoria Tassi ex Gomont
- Oscillatoria inflata Meneghini ex Gomont
- Oscillatoria insignis Thwaites ex Gomont
- Oscillatoria intermedia P.Crouan & H.Crouan ex Gomont
- Oscillatoria intermixta Kützing ex Gomont
- Oscillatoria interrupta Corda ex Gomont
- Oscillatoria interrupta Martens ex Desikachary
- Oscillatoria intestinalis Robin ex Forti
- Oscillatoria iridescens Kützing ex Gomont
- Oscillatoria janus Skuja
- Oscillatoria jenensis G.Schmid
- Oscillatoria juergensii Corda (Statut incertain)
- Oscillatoria juliana Meneghini ex Gomont
- Oscillatoria jumnae Zeller ex Srinivasan
- Oscillatoria kansuensis C.-C.Jao
- Oscillatoria kawamurae Negoro
- Oscillatoria killiasii Brügger ex Drouet
- Oscillatoria koettlitzii F.E.Fritsch
- Oscillatoria komarovii Anissimova & Elenkin
- Oscillatoria kovalchookiana Skvortzov
- Oscillatoria kuetzingii Corda (Statut incertain)
- Oscillatoria kurziana Martens ex Desikachary
- Oscillatoria labyrinthiformis Corda (Statut incertain)
- Oscillatoria laetevirens Hofman-Bang ex Forti
- Oscillatoria laevigata Vaucher ex Gomont
- Oscillatoria laingii L.Hoffmann & V.Demoulin
- Oscillatoria lanata Corda ex Forti
- Oscillatoria lancaeformis Kalbe
- Oscillatoria lanceolata Corda ex Gomont
- Oscillatoria lanosa Bory ex Gomont
- Oscillatoria laxissima Authority not known
- Oscillatoria leavittae H.F.Buell
- Oscillatoria leonardii Compère
- Oscillatoria leptomitiformis Meneghini ex Gomont
- Oscillatoria leptotricha Kützing ex Gomont
- Oscillatoria levis (N.L.Gardner) Anagnostidis
- Oscillatoria lineata Szafer
- Oscillatoria lineolata Ardissone ex Gomont
- Oscillatoria littoralis Mertens (Statut incertain)
- Oscillatoria longiarticulatis P.Crouan & H.Crouan ex Gomont
- Oscillatoria ludoviciana Flint & Prescott
- Oscillatoria luteola Drouet
- Oscillatoria lutescens Pankow & Jahnke
- Oscillatoria lyngbyacea Kützing ex Gomont
- Oscillatoria mahabaleshwarensis N.D.Kamat
- Oscillatoria maharastrensis Kamat
- Oscillatoria major Vaucher ex Forti
- Oscillatoria maldonadoana Drouet
- Oscillatoria maraaensis Setchell
- Oscillatoria margaritifera Kützing ex Gomont
- Oscillatoria maricola N.L.Gardner
- Oscillatoria martensii Corda ex Gomont
- Oscillatoria mascarenica Bory ex Gomont
- Oscillatoria mehrai Vasishta
- Oscillatoria membranacea Corda (Statut incertain)
- Oscillatoria membranacea Corda ex Gomont
- Oscillatoria meretrix Bory ex Gomont
- Oscillatoria meslinii Frémy
- Oscillatoria microcoleiformis P.Crouan & H.Crouan ex Gomont
- Oscillatoria microscopica Heydrich
- Oscillatoria miniata Hauck ex Gomont
- Oscillatoria minutissima González Guerrero
- Oscillatoria mitrae Kamat
- Oscillatoria mougeotiana C.Agardh ex Gomont
- Oscillatoria mucosa Hassall ex Gomont
- Oscillatoria muscorum C.Agardh (Statut incertain)
- Oscillatoria nectariensis Montagne ex Gomont
- Oscillatoria neglecta H.C.Wood (Statut incertain)
- Oscillatoria nigroaeruginosa C.Agardh (Statut incertain)
- Oscillatoria nitida C.Agardh ex Corda (Statut incertain)
- Oscillatoria nitida Schkorbatov (Škorbatov)
- Oscillatoria nivea (Dillwyn) Sprengel (Statut incertain)
- Oscillatoria nodulosa Turpin ex Forti
- Oscillatoria notata Corda ex Gomont
- Oscillatoria nylstromica Claassen
- Oscillatoria obscura Brühl & Biswas
- Oscillatoria obtusa N.L.Gardner
- Oscillatoria oceanica Karsten
- Oscillatoria ochracea (Roth) Lyngbye (Statut incertain)
- Oscillatoria olivaceobrunnea L.Hoffmann & V.Demoulin
- Oscillatoria ornata Kützing ex Gomont
- Oscillatoria pannosa Bory ex Gomont
- Oscillatoria parasitans Corda (Statut incertain)
- Oscillatoria paulseniana J.B.Petersen (Statut incertain)
- Oscillatoria pelagica Falkenberg ex Gomont
- Oscillatoria pellicula Mertens (Statut incertain)
- Oscillatoria penicillus Corda ex Gomont
- Oscillatoria percursa Gomont
- Oscillatoria perornata Skuja
- Oscillatoria pharaonis Bory ex Gomont
- Oscillatoria phycophytica Frémy
- Oscillatoria physodes Kützing ex Gomont
- Oscillatoria pilicola D.E.Wujek & T.Lincoln
- Oscillatoria planctonica Woloszynska
- Oscillatoria poeppigiana Grunow ex Forti
- Oscillatoria poerzleriana Rabenhorst ex Gomont
- Oscillatoria pollinii Meneghini ex Gomont
- Oscillatoria porrettana Meneghini ex Gomont
- Oscillatoria potapoviana Claus
- Oscillatoria princeps Vaucher ex Gomont (espèce type)
- Oscillatoria proboscidea Gomont
- Oscillatoria producta West & G.S.West
- Oscillatoria pseudoangusta Claus
- Oscillatoria pseudocurviceps H.Welsh
- Oscillatoria pseudominima Skuja
- Oscillatoria pseudomougeotia Vasishta
- Oscillatoria pulchella Hassall ex Gomont
- Oscillatoria pulcherrima M.T.P.Azevedo & C.L.Sant'Anna
- Oscillatoria pulchra Lindstedt
- Oscillatoria purpurascens Kützing ex Gomont
- Oscillatoria putrida Schmidle
- Oscillatoria quasiperforata Skuja
- Oscillatoria raineriana Kützing ex Gomont
- Oscillatoria raytonensis Cholnoky
- Oscillatoria refringens N.L.Gardner
- Oscillatoria repens C.Agardh ex Gomont
- Oscillatoria rhamphoidea Anagnostidis
- Oscillatoria rhaphis X.F.Zhao
- Oscillatoria rileyi Drouet
- Oscillatoria rivularia Corda ex Gomont
- Oscillatoria rivularis Schrank ex Gomont
- Oscillatoria roseirai Sampaio
- Oscillatoria rostrata Borge
- Oscillatoria rotoruae A.Nash (Statut incertain)
- Oscillatoria rubiginosa Carmichael ex Cooke (Statut incertain)
- Oscillatoria rubiginosa Cohn ex Gomont
- Oscillatoria rupicola (Hansgirg) Hansgirg ex Forti
- Oscillatoria ruppii C.Agardh (Statut incertain)
- Oscillatoria samanoae J.de Toni
- Oscillatoria sampaiana J.Sampaio
- Oscillatoria sancta Kützing ex Gomont
- Oscillatoria scandens P.Richter ex Gomont
- Oscillatoria scorigena C.Agardh ex Gomont
- Oscillatoria sericea Persoon ex Mougéot & Nestler (Statut incertain)
- Oscillatoria serpentina Richter
- Oscillatoria simplicissima Gomont
- Oscillatoria smaragdina Bory ex Gomont
- Oscillatoria solitaris Bory ex Gomont
- Oscillatoria sonorensis Drouet
- Oscillatoria sordida Dickie ex Forti
- Oscillatoria spadicea Carmichael ex Gomont
- Oscillatoria sphaerodesmus Corda ex Gomont
- Oscillatoria spiralis Carmichael ex Gomont
- Oscillatoria spirulinoides Woronichin
- Oscillatoria stercorea Schrank ex Gomont
- Oscillatoria stizenbergeri Rabenhorst ex Gomont
- Oscillatoria stragulum Rabenhorst ex Forti
- Oscillatoria striata Liebetanz
- Oscillatoria subamoena C.-C.Jao
- Oscillatoria subbrevis Schmidle
- Oscillatoria subcapitata Ponomarev ex Elenkin
- Oscillatoria subcontorta C.-C.Jao
- Oscillatoria subcortiana Archibald
- Oscillatoria subformosa H.Welsh
- Oscillatoria subfusca Schwabe
- Oscillatoria subpriestleyi Claassen
- Oscillatoria subproboscidea West & G.S.West
- Oscillatoria subtanganyikae Kufferath
- Oscillatoria subtropica Cholnoky
- Oscillatoria subulata Corda ex Gomont
- Oscillatoria subviolacea P.Crouan & H.Crouan ex Forti
- Oscillatoria superfusa C.Agardh (Statut incertain)
- Oscillatoria supradecomposita Trentepohl (Statut incertain)
- Oscillatoria suxenae N.D.Kamat
- Oscillatoria symplocarioides P.Crouan & H.Crouan ex Gomont
- Oscillatoria tahitensis Grunow ex Gomont
- Oscillatoria tapetiformis Zenker ex Gomont
- Oscillatoria targionii Amici ex Gomont
- Oscillatoria tela Bory ex Gomont
- Oscillatoria tenioides Bory ex Gomont
- Oscillatoria tenuis C.Agardh ex Gomont
- Oscillatoria tenuissima C.Agardh ex Forti
- Oscillatoria tenuissima Vaucher ex Gomont
- Oscillatoria thermalis Hassall ex Forti
- Oscillatoria thermalis Schrank (Statut incertain)
- Oscillatoria tigrina Roemer ex Gomont
- Oscillatoria torpens Bory ex Gomont
- Oscillatoria tortula Corda ex Gomont
- Oscillatoria transvaalensis Cholnoky
- Oscillatoria trapezoidea Tilden
- Oscillatoria trichoides Szafer
- Oscillatoria tuwaensis Thomas & Gonzalves
- Oscillatoria ucrainica Vladimirova
- Oscillatoria umbrosa Castagne ex Gomont
- Oscillatoria urbica Bory ex Gomont
- Oscillatoria variabilis C.B.Rao
- Oscillatoria variabilis Desvaux (Statut incertain)
- Oscillatoria versatilis Kützing ex Gomont
- Oscillatoria versicolor G.Martens ex Prain
- Oscillatoria vertebriformis Meneghini ex Forti
- Oscillatoria vibrionides Bory ex Gomont
- Oscillatoria virescens Hassall ex Gomont
- Oscillatoria virida C.Agardh (Statut incertain)
- Oscillatoria viridula Zeller ex Gomont
- Oscillatoria vivida C.Agardh ex Gomont
- Oscillatoria vivida Corda (Statut incertain)
- Oscillatoria vizagapatensis C.B.Rao
- Oscillatoria waterbergensis Claassen
- Oscillatoria westii Tell (Statut incertain)
- Oscillatoria williamsii Drouet
- Oscillatoria yamadae Kamat
- Oscillatoria yonedae I.Umezaki
- Oscillatoria zostericola P.Crouan & H.Crouan ex Forti

Selon Catalogue of Life (7 septembre 2017) :
- Oscillatoria acuminata Gomont
- Oscillatoria acutissima Kuff.
- Oscillatoria amoena Gomont
- Oscillatoria amphibia
- Oscillatoria anguina (Bory) Gomont
- Oscillatoria angusta Koppe
- Oscillatoria angustissima West & West
- Oscillatoria articulata Gardner
- Oscillatoria bonnemaisonii
- Oscillatoria borneti Zukal
- Oscillatoria boryana Bory
- Oscillatoria brevis
- Oscillatoria chalybea
- Oscillatoria chlorina Kuetzing
- Oscillatoria contorta
- Oscillatoria corallinae
- Oscillatoria curviceps
- Oscillatoria erythraea
- Oscillatoria formosa
- Oscillatoria geminata
- Oscillatoria granulata Gardner
- Oscillatoria grunowiana
- Oscillatoria guttulata Van Goor
- Oscillatoria hamelii Fremy, 1930
- Oscillatoria hildenbrandti
- Oscillatoria lacustris
- Oscillatoria laetevirens
- Oscillatoria lauterbornii Schmidle
- Oscillatoria limnetica Lemmermann
- Oscillatoria limosa (Roth) C. Agardh
- Oscillatoria ludoviciana Flint & Prescott
- Oscillatoria lutea
- Oscillatoria margaritifera Kutz
- Oscillatoria minima Gicklhorn
- Oscillatoria nigra Vaucher
- Oscillatoria nigro-viridis T. & G.
- Oscillatoria obscura Bruhl & Biswas
- Oscillatoria okeni Agardh
- Oscillatoria ornata Kuetzing
- Oscillatoria planctonica Wolosz.
- Oscillatoria planktonica
- Oscillatoria princeps Vaucher & Gomont
- Oscillatoria probiscidea
- Oscillatoria prolifica (Greville) Gomont
- Oscillatoria pseudogeminata G. Schmidle
- Oscillatoria retzii
- Oscillatoria rubescens De Candolle
- Oscillatoria salinarum
- Oscillatoria sancta
- Oscillatoria splendida Grev
- Oscillatoria subbrevis Schmidle
- Oscillatoria submembranaceae
- Oscillatoria subtillissima
- Oscillatoria subuliformis
- Oscillatoria tenuis Agardh
- Oscillatoria terebriformis C. A. Agardh, 1827
- Oscillatoria thiebautii
- Oscillatoria willei Gardn.

Selon ITIS (7 septembre 2017) :
- Oscillatoria acuminata Gomont
- Oscillatoria acutissima Kuff.
- Oscillatoria amoena Gomont
- Oscillatoria amphibia
- Oscillatoria anguina (Bory) Gomont
- Oscillatoria angusta Koppe
- Oscillatoria angustissima West & West
- Oscillatoria articulata Gardner
- Oscillatoria bonnemaisonii
- Oscillatoria borneti Zukal
- Oscillatoria boryana Bory
- Oscillatoria brevis
- Oscillatoria chalybea
- Oscillatoria chlorina Kuetzing
- Oscillatoria contorta
- Oscillatoria corallinae
- Oscillatoria curviceps
- Oscillatoria erythraea
- Oscillatoria formosa
- Oscillatoria geminata
- Oscillatoria granulata Gardner
- Oscillatoria grunowiana
- Oscillatoria guttulata Van Goor
- Oscillatoria hamelii Fremy, 1930
- Oscillatoria hildenbrandti
- Oscillatoria lacustris
- Oscillatoria laetevirens
- Oscillatoria lauterbornii Schmidle
- Oscillatoria limnetica Lemmermann
- Oscillatoria limosa (Roth) C. Agardh
- Oscillatoria ludoviciana Flint & Prescott
- Oscillatoria lutea
- Oscillatoria margaritifera Kutz
- Oscillatoria minima Gicklhorn
- Oscillatoria nigra Vaucher
- Oscillatoria nigro-viridis T. & G.
- Oscillatoria obscura Bruhl & Biswas
- Oscillatoria okeni Agardh
- Oscillatoria ornata Kuetzing
- Oscillatoria planctonica Wolosz.
- Oscillatoria planktonica
- Oscillatoria princeps Vaucher & Gomont
- Oscillatoria probiscidea
- Oscillatoria prolifica (Greville) Gomont
- Oscillatoria pseudogeminata G. Schmidle
- Oscillatoria retzii
- Oscillatoria rubescens De Candolle
- Oscillatoria salinarum
- Oscillatoria sancta
- Oscillatoria splendida Grev
- Oscillatoria subbrevis Schmidle
- Oscillatoria submembranaceae
- Oscillatoria subtillissima
- Oscillatoria subuliformis
- Oscillatoria tenuis Agardh
- Oscillatoria terebriformis C. A. Agardh, 1827
- Oscillatoria thiebautii
- Oscillatoria willei Gardn.

Selon World Register of Marine Species (7 septembre 2017) :
- Oscillatoria additica N.L.Gardner, 1932
- Oscillatoria aeruginosa C.Agardh, 1817
- Oscillatoria alata Carmichael ex Gomont, 1892
- Oscillatoria amethystina H.F.Buell, 1938
- Oscillatoria anguiformis (P.González Guerrero) Anagnostidis, 2001
- Oscillatoria anguina Bory ex Gomont, 1892
- Oscillatoria angusta Koppe, 1924
- Oscillatoria annae Goor, 1918
- Oscillatoria annularis Corda, 1836
- Oscillatoria antarctica A.Massalski, T.Mrozinska & M.Olech, 1999
- Oscillatoria antillarum Kützing ex Gomont, 1892
- Oscillatoria apiculata Corda ex Gomont, 1892
- Oscillatoria arachnoidea C.Agardh ex Gomont, 1892
- Oscillatoria augstumnalis Schmidle
- Oscillatoria australis C.Agardh ex Gomont, 1892
- Oscillatoria baltica Eberly, 1966
- Oscillatoria belmontica H.Welsh, 1966
- Oscillatoria bharadwajae Kamat, 1963
- Oscillatoria bicudoi P.A.C.Senna, 1983
- Oscillatoria biterminalis A.Nash, 1938
- Oscillatoria bonnemaisonii P.L.Crouan & H.M.Crouan ex Gomont, 1892
- Oscillatoria bonnemansonii (P. Crouan & H.Crouan) P. Crouan & H. Crouan
- Oscillatoria bourrellyi Kamat, 1963
- Oscillatoria breviarticulata Frémy, 1930
- Oscillatoria capitata West, 1899
- Oscillatoria castanea L.Hoffmann & V.Demoulin, 1993
- Oscillatoria chilkensis Biswas, 1932
- Oscillatoria chutteri H.Welsh, 1964
- Oscillatoria conformis H.Welsh, 1964
- Oscillatoria corakiana Playfair, 1915
- Oscillatoria corallinae Gomont ex Gomont, 1890
- Oscillatoria corralinae Gomont
- Oscillatoria crassa (C.B.Rao) Anagnostidis, 2001
- Oscillatoria cruenta Grunow ex Gomont, 1892
- Oscillatoria curviceps C.Agardh ex Gomont, 1892
- Oscillatoria decorticans Lyngbye ex Gomont, 1892
- Oscillatoria delicatissima Iltis, 1970
- Oscillatoria depauperata (J.J.Copeland) Anagnostidis, 2001
- Oscillatoria distorta C.Agardh ex Gomont, 1892
- Oscillatoria distrophila Skuja ex T.Willén, 1992
- Oscillatoria dzemansor Woronichin, 1929
- Oscillatoria elegans Corda, 1835
- Oscillatoria engelmanniana Gaidukov, 1929
- Oscillatoria enhydris Corda, 1836
- Oscillatoria euboeica Anagnostidis, 2001
- Oscillatoria filaria Schrank ex Gomont, 1892
- Oscillatoria flexa Playfair, 1918
- Oscillatoria flexuosa C.Agardh ex Gomont, 1892
- Oscillatoria fontinalis C.Agardh ex Gomont, 1892
- Oscillatoria fracta Carlson, 1913
- Oscillatoria fragilis Böcher, 1949
- Oscillatoria froelichii Komárek & Anagnostidis, 2005
- Oscillatoria fulgens Böcher, 1949
- Oscillatoria funiformis (Vouk) Komárek, 2001
- Oscillatoria fusco-atra Hauck ex Gomont, 1892
- Oscillatoria fuscorubra P.L.Crouan & H.M.Crouan ex Gomont, 1892
- Oscillatoria gardneriana Drouet, 1943
- Oscillatoria gerdae Compère, 1974
- Oscillatoria granulosa Martens ex Desikachary, 1959
- Oscillatoria grossegranulata Skuja, 1956
- Oscillatoria helferiana Corda ex Gomont, 1892
- Oscillatoria hummelii Borge, 1933
- Oscillatoria iltisii Compére, 1974
- Oscillatoria indica P.C.Silva, 1996
- Oscillatoria intermixta Kützing ex Gomont, 1892
- Oscillatoria iridescens Kützing ex Gomont, 1892
- Oscillatoria janus Skuja, 1955
- Oscillatoria jenensis G.Schmid, 1921
- Oscillatoria juergensii Corda, 1836
- Oscillatoria juliana Meneghini ex Gomont, 1892
- Oscillatoria kansuensis C.-C.Jao, 1947
- Oscillatoria kawamurae Negoro, 1943
- Oscillatoria koettlitzi F.E.Fritsch, 1912
- Oscillatoria komarovii Anissimova & Elenkin, 1927
- Oscillatoria kuetzingii Corda, 1836
- Oscillatoria labyrinthiformis Corda, 1835
- Oscillatoria laevigata Vaucher ex Gomont, 1892
- Oscillatoria laingii L.Hoffmann & V.Demoulin, 1993
- Oscillatoria lancaeformis Kalbe, 1963
- Oscillatoria lauterbornii Schmidle, 1901
- Oscillatoria leavittae H.F.Buell, 1938
- Oscillatoria lemmermannii Woloszynska, 1912
- Oscillatoria leonardii Compère, 1967
- Oscillatoria leptomitiformis Meneghini ex Gomont, 1892
- Oscillatoria leptotrichoides Hansgirg, 1885
- Oscillatoria levis (N.L.Gardner) Anagnostidis, 2001
- Oscillatoria limnetica Lemmermann, 1900
- Oscillatoria limosa C.Agardh ex Gomont, 1892
- Oscillatoria littoralis Carmichael, 1833
- Oscillatoria lloydiana Gomont, 1899
- Oscillatoria longearticulata Hansgirg ex Forti, 1907
- Oscillatoria lucida C.Agardh, 1827
- Oscillatoria lucifuga Harvey ex Gomont, 1892
- Oscillatoria lucifuga Harvey, 1833
- Oscillatoria ludoviciana Flint & Prescott, 1944
- Oscillatoria lutea C.Agardh, 1824
- Oscillatoria luteola Drouet, 1937
- Oscillatoria lutescens Pankow & Jahnke, 1964
- Oscillatoria mahabaleshwarensis N.D.Kamat, 1962
- Oscillatoria maharastrensis Kamat, 1963
- Oscillatoria major Vaucher ex Forti, 1907
- Oscillatoria maldonadoana Drouet, 1943
- Oscillatoria maraaensis Setchell, 1926
- Oscillatoria margaritifera Kützing ex Gomont, 1892
- Oscillatoria maricola N.L.Gardner, 1932
- Oscillatoria martinii Frémy, 1930
- Oscillatoria mauchiana Claus, 1962
- Oscillatoria mehrai Vasishta, 1964
- Oscillatoria meslini Frémy, 1930
- Oscillatoria mexicana M.I.Rouchiyajnen, 1968
- Oscillatoria microscopica Heydrich, 1892
- Oscillatoria miniata Hauck ex Gomont, 1892
- Oscillatoria minima Gicklhorn, 1921
- Oscillatoria minnesotensis Tilden, 1902
- Oscillatoria minutissima González Guerrero, 1946
- Oscillatoria mirabilis Böcher, 1949
- Oscillatoria mitrae Kamat, 1963
- Oscillatoria miyadii Negoro, 1943
- Oscillatoria mougeotii Kützing ex Forti, 1907
- Oscillatoria mougeotiii
- Oscillatoria mucicola Woronichin Voronichin, 1949
- Oscillatoria mucor C.Agardh, 1814
- Oscillatoria muralis (Dillwyn) C.Agardh, 1812
- Oscillatoria neapolitana Kützing ex Gomont, 1892
- Oscillatoria neglecta H.C.Wood, 1869
- Oscillatoria neglecta Lemmermann, 1910
- Oscillatoria nematodes Skuja, 1964
- Oscillatoria neumannii (Schmidle) Iltis, 1972
- Oscillatoria nigra Vaucher ex Gomont, 1892
- Oscillatoria nigroviridis Thwaites ex Gomont, 1892
- Oscillatoria nitida C.Agardh ex Corda, 1836
- Oscillatoria nitida Schkorbatov, 1923
- Oscillatoria notata Corda ex Gomont, 1892
- Oscillatoria numidica Gomont, 1892
- Oscillatoria nylstromica Claassen, 1961
- Oscillatoria obliqueacuminata Skuja, 1955
- Oscillatoria obscura Brühl & Biswas, 1922
- Oscillatoria obtusa N.L.Gardner, 1927
- Oscillatoria oceanica P.L.Crouan & H.M.Crouan, 1852
- Oscillatoria ochracea (Roth) Lyngbye, 1819
- Oscillatoria okenii C.Agardh ex Gomont, 1892
- Oscillatoria olivaceobrunnea L.Hoffmann & V.Demoulin, 1993
- Oscillatoria ornata Kützing ex Gomont, 1892
- Oscillatoria oscillariorides Iltis, 1970
- Oscillatoria pallida Böcher, 1949
- Oscillatoria parasitans Corda, 1836
- Oscillatoria parietina Vaucher, 1803
- Oscillatoria paucigranata Brühl & Biswas, 1922
- Oscillatoria paulseniana J.B.Petersen, 2012
- Oscillatoria paxillifer (O.F.Müller) Schrank, 1823
- Oscillatoria paxillifera (O.F.Müller) Schrank ex Gomont, 1892
- Oscillatoria penicillus Corda ex Gomont, 1892
- Oscillatoria perfilievii Anissimova, 1949
- Oscillatoria peronides Skuja, 1937
- Oscillatoria perornata Skuja, 1949
- Oscillatoria phycophytica Frémy, 1934
- Oscillatoria pilicola D.E.Wujek & T.Lincoln, 1989
- Oscillatoria planctonica Woloszynska, 1912
- Oscillatoria platensis (Gomont) Bourrelly, 1970
- Oscillatoria playfairyi Iltis, 1970
- Oscillatoria priestleyi West & G.S.West, 1911
- Oscillatoria princeps Vaucher ex Gomont, 1892
- Oscillatoria proboscidea Gomont, 1892
- Oscillatoria producta West & G.S.West, 1911
- Oscillatoria profunda Schröter & Kirchner, 1896
- Oscillatoria prolifica Gomont, 1892
- Oscillatoria proteus Skuja, 1949
- Oscillatoria pseudacutissima Geitler, 1956
- Oscillatoria pseudocortiana Starmach, 1973
- Oscillatoria pseudocurviceps H.Welsh, 1965
- Oscillatoria pseudogeminata G.Schmid, 1914
- Oscillatoria pseudolabrinthiformis Iltis, 1970
- Oscillatoria pseudominima Skuja, 1956
- Oscillatoria pulcherrima M.T.P.Azevedo & C.L.Sant'Anna, 1993
- Oscillatoria pulchra Lindstedt, 1943
- Oscillatoria putrida Schmidle, 1901
- Oscillatoria quadripunctulata Brühl & Biswas, 1922
- Oscillatoria quasiperforata Skuja, 1939
- Oscillatoria raciborskii Woloszynska, 1912
- Oscillatoria raoi J.de Toni, 1939
- Oscillatoria raytonensis Cholnoky, 1955
- Oscillatoria redeckei Goor, 1918
- Oscillatoria refringens N.L.Gardner, 1927
- Oscillatoria repens C.Agardh ex Gomont, 1892
- Oscillatoria retzii C.Agardh, 1812
- Oscillatoria rhamphoidea Anagnostidis, 2001
- Oscillatoria rhaphis X.F.Zhao, 1991
- Oscillatoria rhodonema Skuja, 1964
- Oscillatoria rileyi Drouet, 1944
- Oscillatoria rosea Batters, 1896
- Oscillatoria rosea Utermöhl, 1925
- Oscillatoria rostrata Borge, 1933
- Oscillatoria rotoruae A.Nash, 1938
- Oscillatoria rubescens De Candolle ex Gomont, 1892
- Oscillatoria rubiginosa Carmichael ex Cooke, 1884
- Oscillatoria rupestris C.Agardh, 1824
- Oscillatoria rupicola (Hansgirg) Hansgirg ex Forti, 1907
- Oscillatoria ruppii C.Agardh, 1836
- Oscillatoria salina Alten, 1913
- Oscillatoria salina Biswas, 1926
- Oscillatoria salinarum Collins, 1904
- Oscillatoria sancta Kützing ex Gomont, 1892
- Oscillatoria sandbergii Skuja, 1964
- Oscillatoria schroederi Borge, 1928
- Oscillatoria schultzii Lemmermann, 1905
- Oscillatoria scopulorum (Weber & Mohr) C.Agardh, 1812
- Oscillatoria serpentina Richter, 1898
- Oscillatoria setigera Aptekarj, 1928
- Oscillatoria simplicissima Gomont, 1892
- Oscillatoria sonorensis Drouet, 1942
- Oscillatoria spadicea Carmichael ex Gomont, 1892
- Oscillatoria spadicea Carmichael, 1833
- Oscillatoria spirulinoides Woronichin, 1932
- Oscillatoria splendida Greville ex Gomont, 1892
- Oscillatoria spongeliae Schulze ex Gomont, 1892
- Oscillatoria subamoena C.-C.Jao, 1947
- Oscillatoria subbrevis Schmidle, 1901
- Oscillatoria subcapitata Ponomarev ex Elenkin, 1949
- Oscillatoria subcontorta C.-C.Jao, 1944
- Oscillatoria subformosa H.Welsh, 1965
- Oscillatoria subfusca Schwabe, 1947
- Oscillatoria subfusca Vaucher, 1803
- Oscillatoria subgeminata Archibald, 1967
- Oscillatoria submembranacea Ardissone & Strafforello ex Gomont, 1892
- Oscillatoria subpristleyi Claassen, 1961
- Oscillatoria subproboscidea West & G.S.West, 1911
- Oscillatoria subsalsa C.Agardh, 1824
- Oscillatoria subtilissima Kützing ex Forti, 1907
- Oscillatoria subtorulosa (Brébisson) Farlow ex Forti, 1907
- Oscillatoria subulata Corda ex Gomont, 1892
- Oscillatoria subuliformis Kützing ex Gomont, 1892
- Oscillatoria subviolacea P.L.Crouan & H.M.Crouan ex Forti, 1907
- Oscillatoria superfusa C.Agardh, 1836
- Oscillatoria suxenae N.D.Kamat, 1963
- Oscillatoria tambii Woronichin, 1926
- Oscillatoria tanganyikae G.S.West, 1907
- Oscillatoria tenerrima D.Prain, 1905
- Oscillatoria tenioides Bory de Saint-Vincent ex Gomont, 1892
- Oscillatoria tenuis C.Agardh ex Gomont, 1892
- Oscillatoria terebriformis C.Agardh ex Gomont, 1892
- Oscillatoria thermarum Woronichin, 1927
- Oscillatoria thiebautii (Gomont ex Gomont) Geitler, 1932
- Oscillatoria thrix Corda, 1836
- Oscillatoria torta C.Agardh, 1813
- Oscillatoria tortula Corda ex Gomont, 1892
- Oscillatoria tortuosa N.L.Gardner, 1927
- Oscillatoria transvaalensis Cholnoky, 1955
- Oscillatoria trichoides Szafer, 1910
- Oscillatoria trinkleri Skuja, 1932
- Oscillatoria tuwaensis Thomas & Gonzalves, 1965
- Oscillatoria ucrainica Vladimirova, 1961
- Oscillatoria uncinata C.Agardh, 1827
- Oscillatoria uncinata Emoto & Hirose, 1940
- Oscillatoria unigranulata Kisselev, 1931
- Oscillatoria utermoehliana Elenkin, 1949
- Oscillatoria utermoehlii G.De Toni, 1939
- Oscillatoria vaginata Vaucher, 1803
- Oscillatoria variabilis (Wille) Kondrateva, 1968
- Oscillatoria variabilis C.B.Rao, 1936
- Oscillatoria variabilis Desvaux, 1824
- Oscillatoria versicolor G.Martens ex Prain, 1905
- Oscillatoria virida C.Agardh, 1836
- Oscillatoria viridula Zeller ex Gomont, 1892
- Oscillatoria vivida C.Agardh ex Gomont, 1892
- Oscillatoria vivida Corda, 1835
- Oscillatoria vizagapatensis C.B.Rao, 1938
- Oscillatoria waterbergensis Claassen, 1961
- Oscillatoria willei N.L.Gardner, 1927
- Oscillatoria woronichini Anissimova, 1949
- Oscillatoria woronichinii Anissimova, 1949
- Oscillatoria wrangelii (C.Agardh) C.Agardh, 1813
- Oscillatoria yamadae Kamat, 1963
- Oscillatoria yonedae I.Umezaki, 1961
- Oscillatoria zahidii Faridi & Khalil, 1974